# Bordolano
Bordolano é uma comuna italiana da região da Lombardia, província de Cremona, com cerca de 567 habitantes. Estende-se por uma área de 8 km², tendo uma densidade populacional de 71 hab/km². Faz fronteira com Casalbuttano ed Uniti, Castelvisconti, Corte de' Cortesi con Cignone, Quinzano d'Oglio (BS).

## Demografia
| Variação demográfica do município entre 1861 e 2011                               |
|                                                                                   |
| Fonte: Istituto Nazionale di Statistica (ISTAT) - Elaboração gráfica da Wikipedia |